# وکامونته
وکامونته (به اسپانیایی: Vacamonte) یک منطقهٔ مسکونی در پاناما است که در استان پاناما واقع شده‌است. وکامونته ۲٬۱۲۸ نفر جمعیت دارد.